# Die Hunde
Die Hunde (Originaltitel: Les Chiens) ist ein französisches Filmdrama von Alain Jessua aus dem Jahr 1979.

## Handlung
Doktor Henri Ferret zieht in eine Arbeiterstadt in der französischen Provinz. Dort fällt ihm bald auf, dass sich immer mehr Menschen der Gegend aus Angst vor Übergriffen und Kriminalität aggressive Wachhunde anschaffen. Die Zahl an Patienten mit Bisswunden ist daher – zu seinem Entsetzen – überdurchschnittlich hoch. Als der Bürgermeister der Stadt gegen den Hundezüchter Morel und dessen Dressurmethoden vorgehen will, wird er von einem Hund angegriffen und getötet.
Während die örtliche Polizei an einen Unfall glaubt, ist sich Dr. Ferret sicher, dass mehr hinter der Attacke steckt. Es zeigt sich, dass Morel mit gezielter Dressur Kampfhunde ausbildet, um in der Stadt die Macht zu übernehmen. Er initiiert zudem Hetzjagden auf Mitglieder der schwarzen Minderheit, bei denen es auch zu Todesfällen kommt. Bei der Ausbildung der Hunde werden auch ihre Halter zunehmend aggressiv. So auch Elisabeth, eine Lehrerin und Ferrets Freundin, die sich einen Hund zugelegt hat, nachdem sie auf dem Nachhauseweg vergewaltigt worden war. Als sie ihren Vergewaltiger wiedererkennt und er sie in ihrer Wohnung umbringen will, rettet ihr Hund ihr das Leben und die Medien feiern Morel als Helden. 
Daraufhin zünden zwei Jugendliche, Franck und Jacques, die bereits mehrfach von den Hunden der Stadt attackiert wurden, Feuerwerkskörper in Morels Hundezwinger, um die Tiere zu erschrecken. Bei der folgenden Hetzjagd von Morel und seinen Hunden stürzt Franck von einer Klippe und stirbt. Elisabeth, die Zeugin des Unglücks wurde, will die Polizei verständigen und Morel anzeigen. Dessen Leute zwingen sie und Ferret jedoch, die Stadt zu verlassen. Jacques will sich unterdessen für den Tod seines Freundes rächen. Eines Nachts lauert er Morel auf. Er sticht auf ihn ein und steckt sein Haus und seinen Hundezwinger in Brand. Mit letzter Kraft läuft Morel Hilfe suchend durch die Straßen. Im Viertel der Schwarzen bricht er zusammen und stirbt.

## Hintergrund
Der Film wurde am 7. März 1979 in Frankreich uraufgeführt und lief im August 1979 auf dem Internationalen Filmfestival von Moskau. In Deutschland wurde der Film erstmals am 9. August 1985 im Fernsehen gezeigt. 
Die Hunde war der erste gemeinsame Film der französischen Stars Gérard Depardieu und Fanny Ardant. Zwei Jahre später erlangten sie Berühmtheit als tragisches Liebespaar in François Truffauts Filmdrama Die Frau nebenan (1981). 

## Kritiken
Das Lexikon des internationalen Films sah im Film eine „sehr suggestiv angelegte, niederdrückende Parabel um Selbstverteidigung, die in ihr Gegenteil umschlägt“. Gleichzeitig handle es sich um „eine politische Reflexion über die Verwandlung demokratischer Prinzipien in autoritär-diktatoriale Verhaltensweisen und faschistoide Führerstaaten“. Diese Thematik werde jedoch „durch die etwas vordergründige Inszenierung sowie einige soziologische Allgemeinplätze abgeschwächt“.
Cinema bewertete das Gesehene als „[d]üsteres Spiel mit Angst und Allmachtsfantasien“, das zugleich als „[s]uggestives Plädoyer gegen Selbstjustiz“ konzipiert sei. Der Time Out Film Guide sprach von einem „sehenswerten, bedächtigen Film, der mit seinen großen Themen überraschend komplex umgeht“.

## Auszeichnungen
Der Film lief 1979 im Wettbewerb um den Hauptpreis des Internationalen Filmfestivals von Moskau.

## Deutsche Fassung
| Rolle            | Darsteller       | Synchronsprecher   |
| ---------------- | ---------------- | ------------------ |
| Morel            | Gérard Depardieu | Christian Brückner |
| Dr. Henri Ferret | Victor Lanoux    | Norbert Langer     |
| Elisabeth        | Nicole Calfan    | Susanna Bonasewicz |
| Madame Colin     | Anna Gaylor      | Maria Körber       |
| Brigitte         | Denyse Roland    | Viola Sauer        |